# إيدين يونج
إيدين يونج (بالإنجليزية: Aden Young)‏ هو مخرج وممثل كندي وأسترالي، ولد في 30 نوفمبر 1971 بتورونتو في كندا.

## أعمال

### أفلام
- (2011) نخبة قتلة[4]
- (2014) أنا

### مسلسلات
- تصحيح

## وصلات خارجية
- إيدين يونج على موقع IMDb (الإنجليزية)
- إيدين يونج على موقع ألو سيني (الفرنسية)
- إيدين يونج على موقع أول موفي (الإنجليزية)
- إيدين يونج على موقع قاعدة بيانات الأفلام السويدية (السويدية)
- إيدين يونج على موقع قاعدة بيانات الفيلم (الإنجليزية)
- إيدين يونج على موقع كينوبويسك (الروسية)
- إيدين يونج على موقع كينوبويسك (الروسية)